# Perak

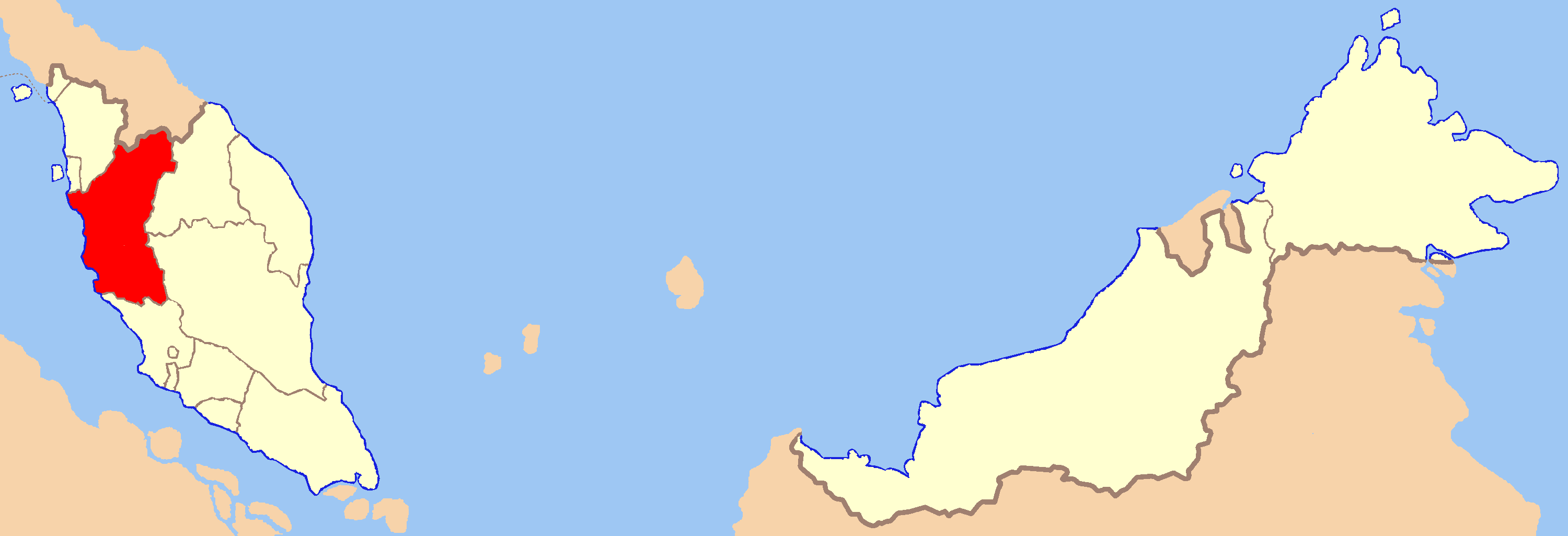
Peraks läge i Malaysia.

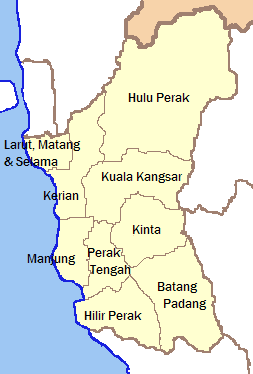
Karta över delstatens distrikt.

Peraks officiella flagga

Perak är en delstat i västra Malaysia, med kust mot Andamansjön i väster och gräns mot Thailand i norr. Befolkningen uppgick till 2 351 300 invånare år 2008, på en yta av 21 035 kvadratkilometer. Den administrativa huvudorten är Ipoh. En annan stor stad är Taiping, och sultanens residens ligger i Kuala Kangsar. 

## Administrativ indelning
Delstaten är indelad i nio distrikt:
- Batang Padang
- Hilir Perak
- Kerian
- Kinta
- Kuala Kangsar
- Larut dan Matang (alternativt Larut, Matang dan Selama)
- Manjung
- Perak Tengah
- Hulu Perak